# Дамонте, Исраэль
Исра́эль Алеха́ндро Дамо́нте (исп. Israel Alejandro Damonte; род. 6 января 1982[…], Сальто, Буэнос-Айрес) — аргентинский футболист, выступавший на позиции полузащитника; тренер.

## Биография
Исраэль Дамонте начинал заниматься футболом в школе «Расинга» из Авельянеды, но затем перешёл в академию «Эстудиантеса». В 2000 году был переведён из пятой команды в основной состав «студентов» и вскоре дебютировал на профессиональном уровне. Дамонте выступал за родную команду до 2003 года, в 2002 году отдавался в аренду в «Кильмес». За три года он провёл лишь около двух десятков матчей, поэтому в поисках игровой практики перешёл в 2004 году в команду низшего дивизиона «Сан-Мартин» (Мендоса).
После сезона 2005/06, успешно проведённого в «Химнасии» из Жужуя, Исраэль впервые в карьере отправился за рубеж, на полгода присоединившись к мексиканскому «Веракрусу». Остаток сезона, а именно первое полугодие 2007 года, он выступал на правах аренды на родине в «Нуэва Чикаго».
В августе того же года Дамонте перешёл в «Арсенал» (Саранди), с которым в конце года завоевал Южноамериканский кубок. В 1/8 финала полузащитник отметился забитым голом в ворота бразильского «Гояса».
С 2008 по 2010 год Дамонте выступал в чемпионате Греции за «Астерас Триполис», следующие два года провёл в «Годой Крусе». В сезоне 2012/13 аргентинец выступал за уругвайский «Насьональ». Он помог «трёхцветным» выиграть чемпионат страны, а сам был признан лучшим легионером сезона чемпионата Уругвая.
Дамонте вернулся в «Эстудиантес» в 2013 году, став одним из игроков основы. 13 января 2018 года перешёл в «Уракан».
Будучи игроком «Сан-Мартина», Дамонте по совету отца впервые покрасил волосы в серебристый цвет. Поскольку команда была довольно скромной и выступала в Примере B Насьональ (втором дивизионе), её игроков плохо знали на национальном уровне, и отец Исраэля попросил сына покрасить волосы, чтобы того было легче узнавать на экране телевизора или с трибун стадиона. Исраэль решил использовать серебристый цвет волос на постоянной основе даже после ухода из «Сан-Мартина» — уже в честь своего отца.

## Титулы и достижения
- Чемпион Уругвая (1): 2012/13
- Обладатель Южноамериканского кубка (1): 2007
- Лучший легионер чемпионата Уругвая (1): 2012/13